# Stepówka namibijska
Stepówka namibijska (Pterocles namaqua) – gatunek średniej wielkości ptaka z rodziny stepówek (Pteroclidae), zamieszkujący południową i południowo-zachodnią część Afryki. Nie jest zagrożony.

## Taksonomia
Gatunek monotypowy. Ptaki z północy zasięgu wydzielano dawniej do podgatunku ngami, a te z południa i południowego wschodu do podgatunku furva.

## Morfologia
Wygląd
Pulchny, żyjący na ziemi ptak o małej głowie, krótkim dziobie i nogach; długi, zwężający się ogon. Samiec płowobrązowy lub szarobrązowy, żółtawy dookoła oczu, biały i brązowy półksiężyc na piersi; skrzydła nakrapiane szarobrązowo i żółto; lotki I rzędu obramowane czarnym; ogon ciemny; nogi szarawe, częściowo opierzone; dziób szarawy; oczy ciemne. Samica ma więcej koloru żółtawego i jest obficiej upstrzona brązowym, poza policzkami i dolną powierzchnią skrzydeł.
Wymiary
- długość ciała: 28 cm
- masa ciała: 143–193 g

## Zasięg występowania
Południowo-zachodnia i południowa Afryka (południowo-zachodnia Angola, Namibia, południowo-zachodnie Zimbabwe, Botswana i RPA), niezbyt daleko od zbiorników wodnych.

## Pożywienie
Drobne nasiona.

## Rozród
Samica robi płaskie zagłębienie w ziemi, wyścielone częściami roślin i małymi kamykami. 3 kremowe, różowe lub zielone nakrapiane jaja wysiadują oboje rodzice przez 21–31 dni. Pisklęta wylęgają się dobrze wykształcone i prawie natychmiast opuszczają gniazdo. Samiec w specjalnych piórach na brzuchu, w których mieści się wystarczająca ilość wody, przynosi wodę dla piskląt.

## Status
IUCN uznaje stepówkę namibijską za gatunek najmniejszej troski (LC, Least Concern) nieprzerwanie od 1988 roku. Liczebność światowej populacji nie została oszacowana, ale ptak ten opisywany jest jako pospolity (lokalnie bardzo liczny) w większości zasięgu występowania. Ze względu na brak dowodów na spadki liczebności bądź istotne zagrożenia dla gatunku BirdLife International uznaje trend liczebności populacji za stabilny.